# Паукальне число
Паука́льне число (від лат. paucus «нечисленний») — граматична категорія іменника, прикметника, займенників-іменників і займенників-прикметників, що означає, що ця частина мови вказує на декілька предметів або осіб.
Цю категорію використовують деякі австронезійські (наприклад сурсурунга, ліхир, маршальська мова) і австралійські (наприклад вальбірі) мови. Інколи виділяється також четверне число, але дана категорія є окремим випадком паукального.